# Reiss-Engelhorn-Musea

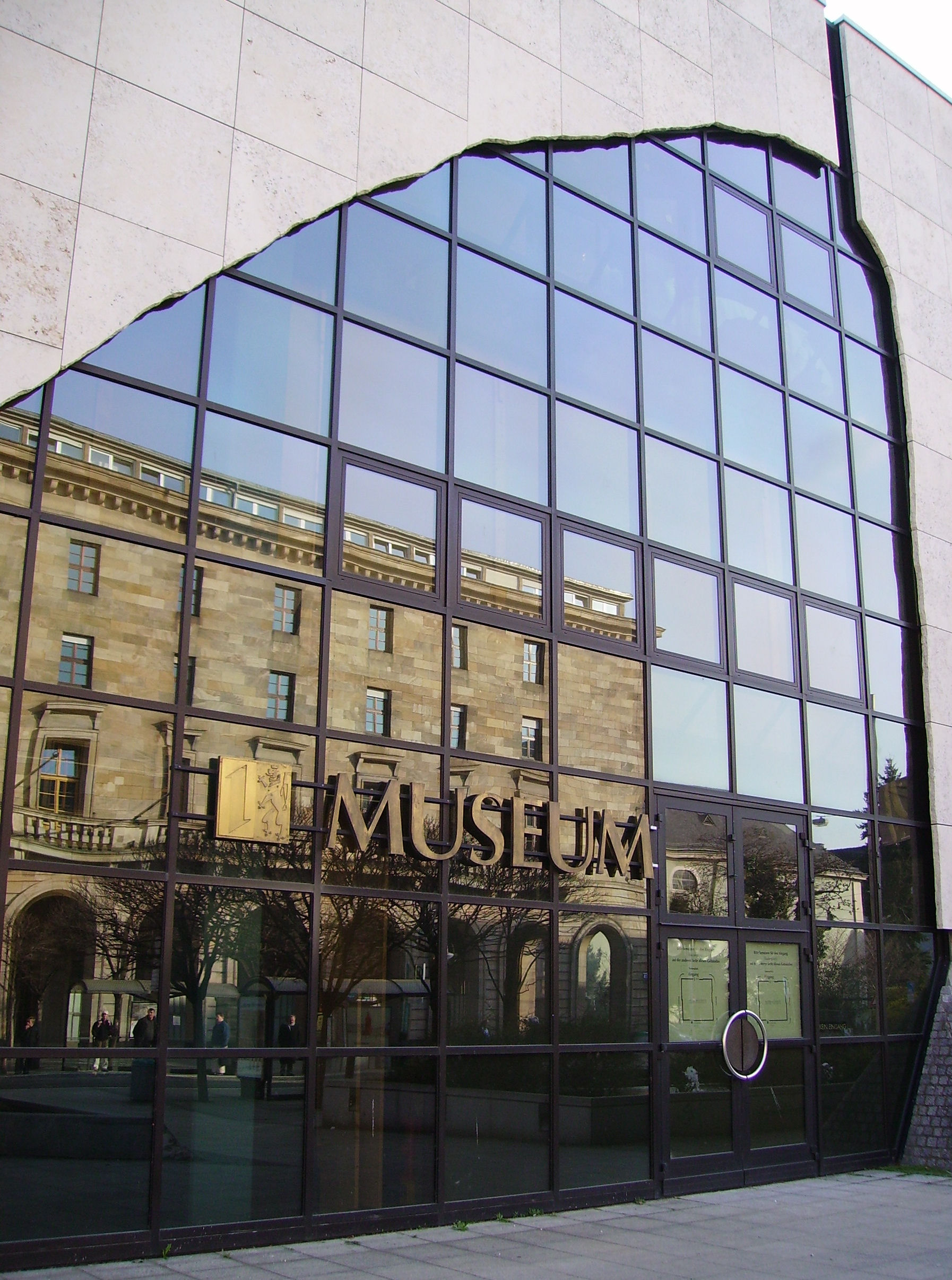
Museum Weltkulturen

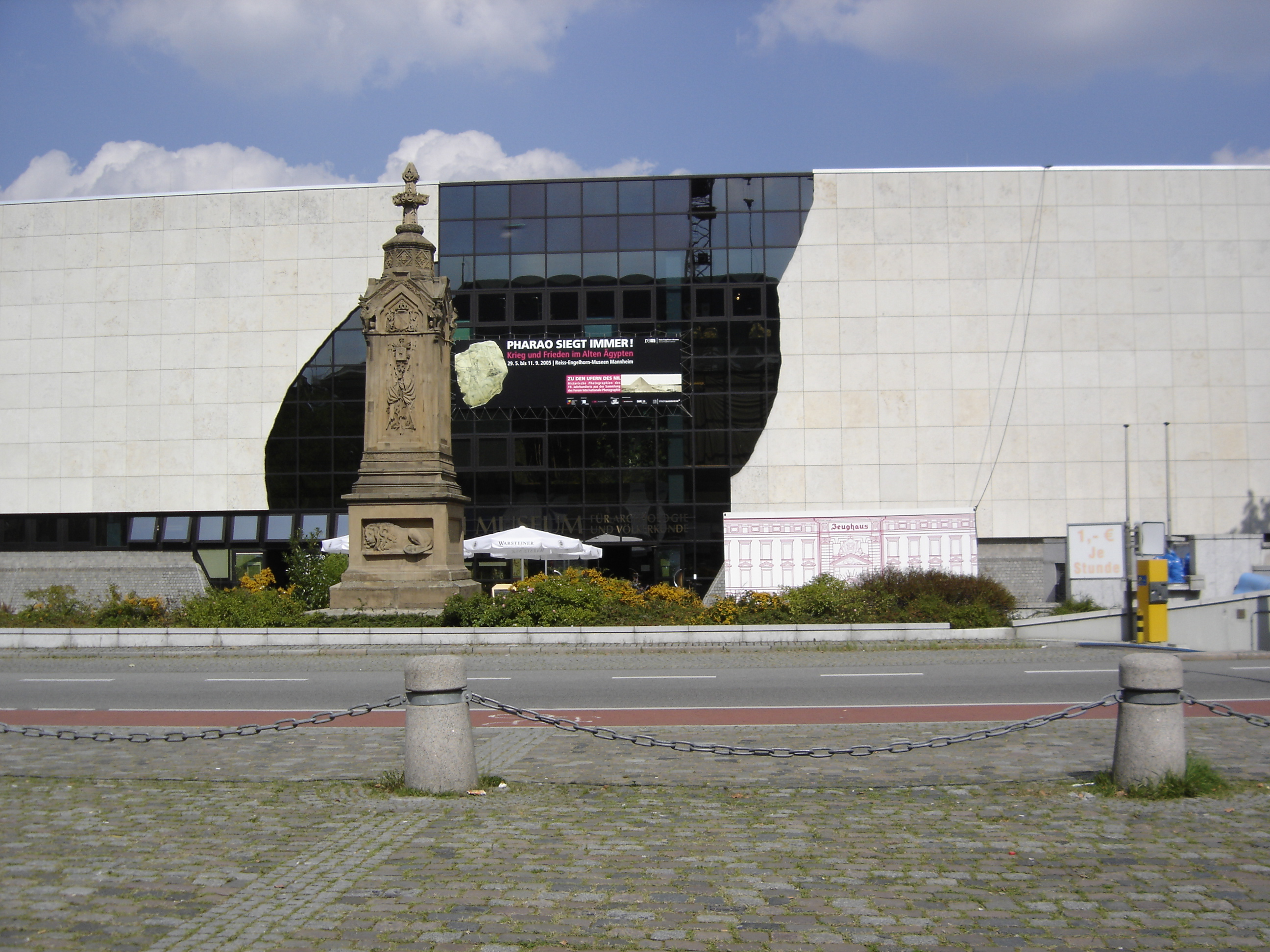
Museum Weltkulturen

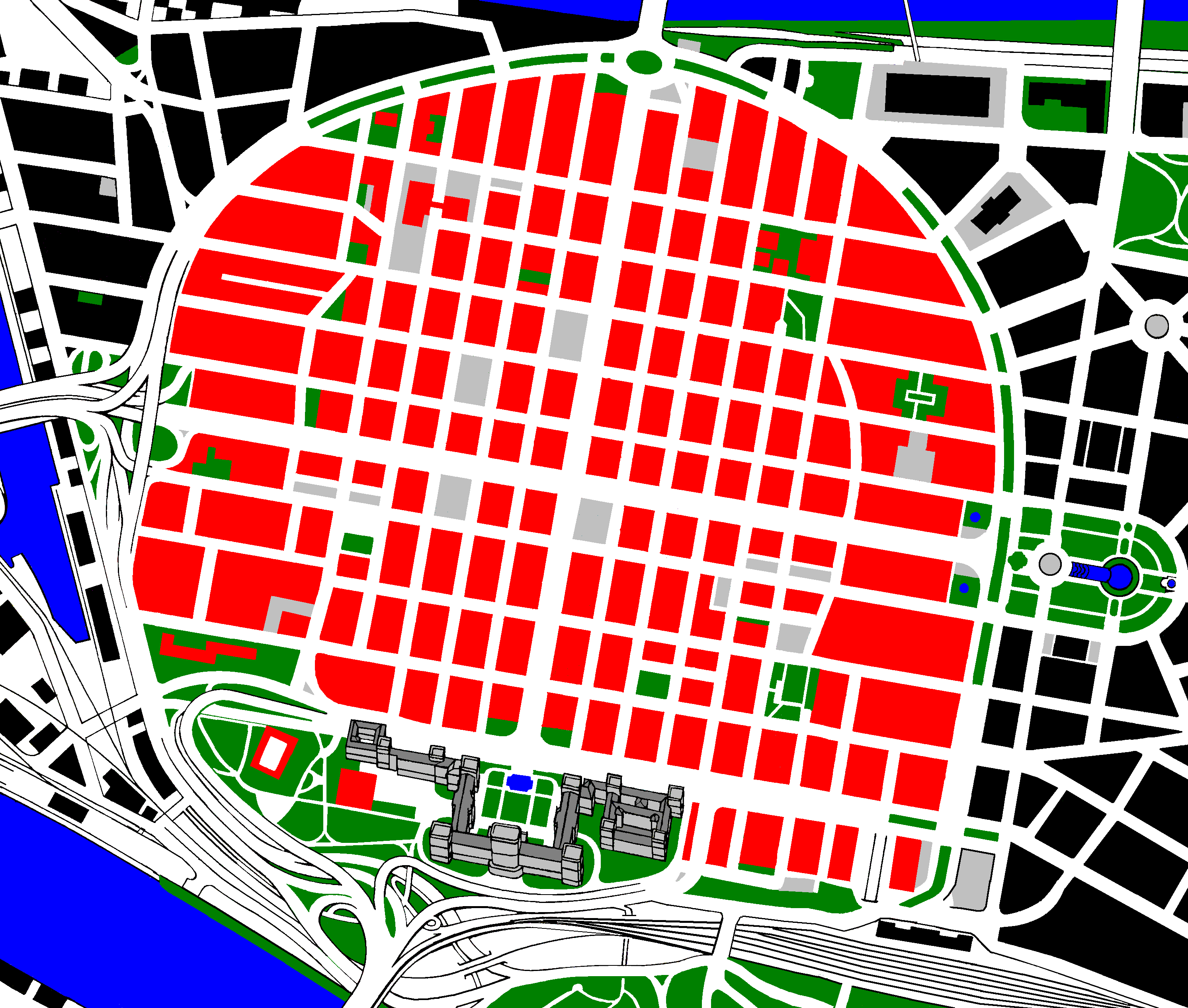
Binnenstad van Mannheim, de zg. Quadratestadt

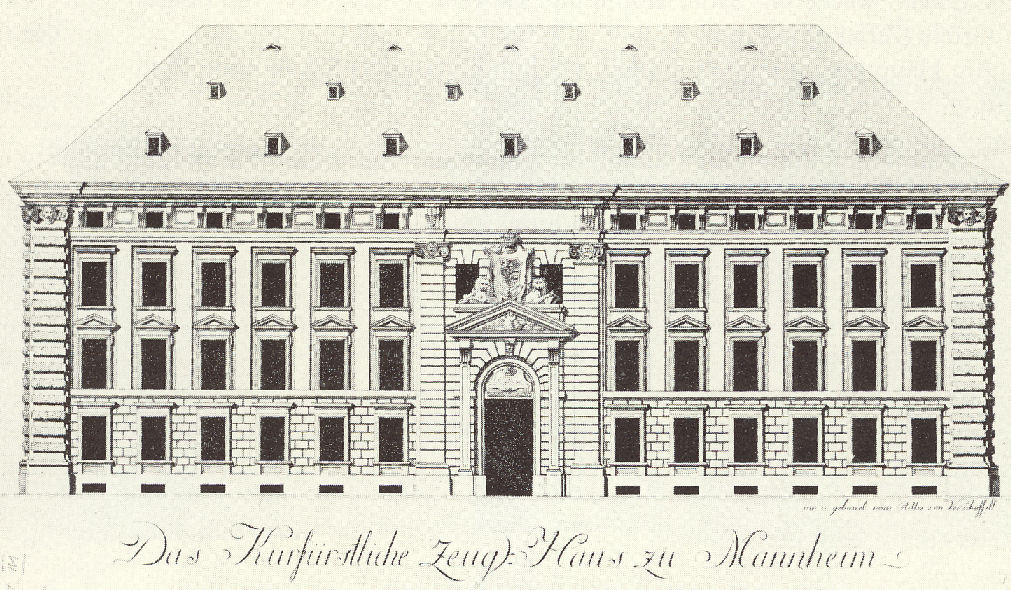
Zeughaus Mannheim

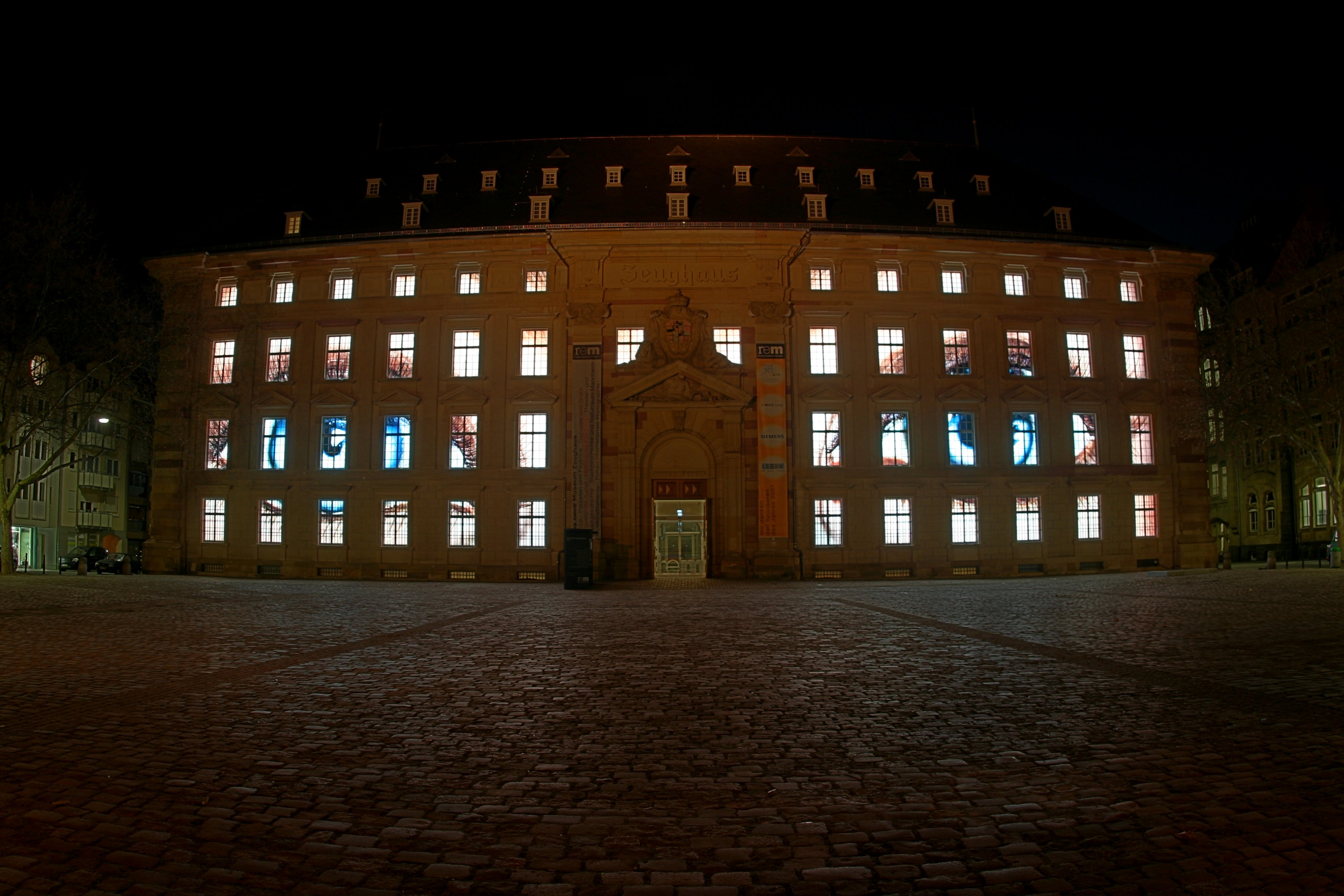
Zeughaus Mannheim 2007

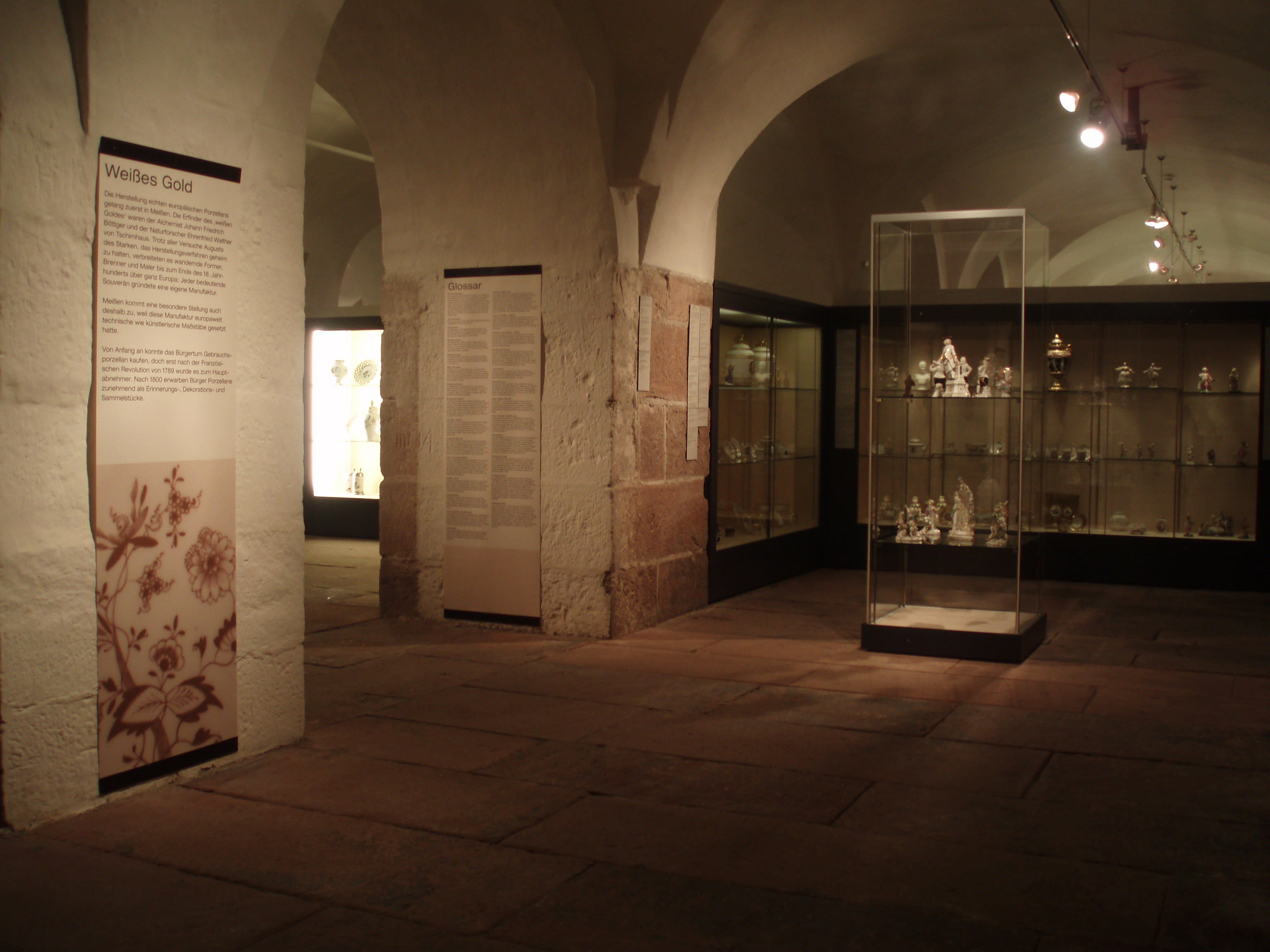
Porseleinverzameling

De Reiss-Engelhorn-Musea (afgekort: rem) vormen een museumcomplex, dat meerdere musea en onderzoeksinstituten omvat in de Duitse stad Mannheim.
De navolgende musea en instituten, in de Quadrate-stad Mannheim, behoren tot dit samenwerkingsverband:
- Museum Weltkulturen - Quadrat D 5
- Museum Zeughaus - Quadrat C 5
- Museum Schillerhaus - Quadrat B 5, 7
- Museum Bassermannhaus für Musik und Kunst en ZEPHYR - Raum für Fotografie! - Quadrat C 4, 9
- Zentrum für internationale Kunst- und Kulturgeschichte - Quadrat C 4
- Zentrum Archäometrie - Quadrat D 6

De grote publiekstentoonstellingen worden gehouden in het in 2007 heropende Museum Zeughaus en in het Museum Weltkulturen.
Met in totaal 11.300 m² tentoonstellingsoppervlak en ca. 1,2 miljoen objecten is de rem een der grootste stadsmusea in Zuid-Duitsland.

## Museum Weltkulturen D 5
Het museum, dat is gelegen in Quadrat D 5 en dat werd ontworpen door de architect Carlfried Mutschler en de kunstenaar Erwin Bechtold, werd in 1988 geopend. Op de eerste verdieping wordt een tentoonstelling gepresenteerd over de Steentijd onder de titel: „MenschenZeit – Geschichten vom Aufbruch der frühen Menschen“.
Op de begane grond en op de tweede verdieping bevinden zich de ruimtes voor wisseltentoonstellingen.

## Museum Zeughaus C 5
Het Mannheimer Zeughaus wordt gerekend tot de belangrijkste bouwwerken uit het vroeg-classicisme in Duitsland. Het Zeughaus (arsenaal) werd in 1777/1778 onder Keurvorst Carl Theodor (1724 - 1799) naar een ontwerp van Peter Anton von Verschaffelt gebouwd. Sinds 1908 wordt het gebouw als museum gebruikt. In 1925 werd op de begane grond het Museum voor natuur- en volkenkunde en prehistorie voor het publiek geopend. In de Tweede Wereldoorlog leed het gebouw ernstige schade. De wederopbouw duurde van 1946 - 1949, waarna het gebouw weer als museum in gebruik werd genomen. In 1953 besloot de gemeenteraad in het Zeughaus een geheel nieuw museum in te richten, het Reiss Museum, dat in 1957 werd geopend. Ondanks ernstige bouwkundige gebreken en een slechte klimaatbeheersing, duurde het nog tot 2003 voor de totale renovatie begon. Op 24 januari 2007 werd het Museum Zeughaus, dat tegenover het Museum Welkulturen is gelegen, ter gelegenheid van het vierhonderdjarig bestaan van de stad Mannheim, heropend.
In de kelderverdieping wordt de antieke wereld gepresenteerd: kunstvoorwerpen uit de Hellenistische, Etruskische en de Romeinse periode.
Op de beganegrond bevindt zich de schatkamer met sacrale kunstvoorwerpen, alsmede de porselein-collectie.
Op de eerste verdieping is de Heinrich-Vetter-Saal, bestemd voor speciale tentoonstellingen.
De schilderijen-, grafiek-, klokken-, kleding- en meubelcollecties bevinden zich op de tweede verdieping.
Op de derde verdieping is de expositie historie van de stad Mannheim en zijn omgeving, alsmede een tentoonstelling over theaterhistorie.
Op de vierde verdieping bevindt zich ten slotte de collectie muziekinstrumenten en het Forum internationale fotografie.

## Museum Schillerhaus B 5, 7
De Duitse toneelschrijver en dichter Friedrich Schiller (1759 - 1805) vierde in Mannheim zijn eerste successen als theaterdichter. Hij beleefde hier, van juli 1783 tot april 1785, twee opwindende en voor zijn verdere loopbaan beslissende jaren, alvorens hij verder trok naar Leipzig en Weimar.
Gedurende deze tijd woonde Schiller in verscheidene huizen in Mannheim. De laatste woning was het thans niet meer bestaande Hölzelschen Haus in Mannheim, voorheen in Quadrat B 5, 8 gelegen. De bewaard gebleven huizen, die zich bevinden in het naastliggende Quadrat B 5, 7, weerspiegelen evenwel nog de omstandigdheden, waaronder de jonge Schiller in de laatste maanden van zijn verblijf in de stad, moet hebben geleefd. Hier bevindt zich dan ook het Museum Schillerhaus.

## Museum Bassermannhaus en ZEPHYR -  C 4, 9
Het Museum Bassermannhaus für Musik und Kunst werd in 2011 geopend en toont de verzameling muziekinstrumenten van de REM. Op de eerste etage is plaats ingeruimd voor de tentoonstelling ZEPHYR - Raum für Fotografie! voor internationale kunstenaars, die met video en fotografie werken.

## Zentrum Internationale Kunst- und Kulturgeschichte C 4
In 2001 schonk de ondernemer Curt Engelhorn een bedrag van € 21.000.000 aan de Reiss-Museen, sindsdien de Reiss-Engelhorn-Museen genaamd, ten einde een wetenschappelijk onderzoeksinstituut voor Kunst en Cultuur in te stellen. Doel was de rem, nationaal en internationaal aanzien te geven.
Het Curt-Engelhorn-Zentrum voor internationale kunst- en cultuurgeschiedenis met onderzoeksafdelingen op het gebied van „Archeologie en Oost-aziatische cultuur“, „Forum Internationale Fotografie“, „Steentijd“ en „Merovingen-tijd“ verdiept de zwaartepunten van de museumcollecties nog verder en sluit aan bij internationaal onderzoek.

## Zentrum Archäometrie - An-Institut der Universität Tübingen D 6
Het Curt-Engelhorn-Zentrum für Archäometrie werd in 2004 opgericht en vormt een verbinding tussen de Reiss-Engelhorn-Museen en de Universiteit van Tübingen. Dit partnerschap vond zijn oorsprong in een in 1997 door de Volkswagen Stiftung aan de Technische Universiteit van Freiburg ingestelde leerstoel. Deze samenwerking werd met het nieuwe centrum opnieuw opgezet, vergroot en gemoderniseerd.
In het Curt-Engelhorn-Zentrum Archäometrie worden, met behulp van de archeometrie (een aan de archeologie verwante discipline, materiaal en herkomstanalyses gemaakt van, alsmede echtheidsonderzoek gedaan naar kunstobjecten. De rem beschikt hiermee en met het eind 2007 in gebruik genomen Klaus-Tschira-Labor voor Chronometrie (oudheidsvaststelling) over het grootste onderzoekscentrum van dien aard in Duitsland.